# Ectropis fulvitincta
Ectropis fulvitincta là một loài bướm đêm trong họ Geometridae.